# Peter Bohr

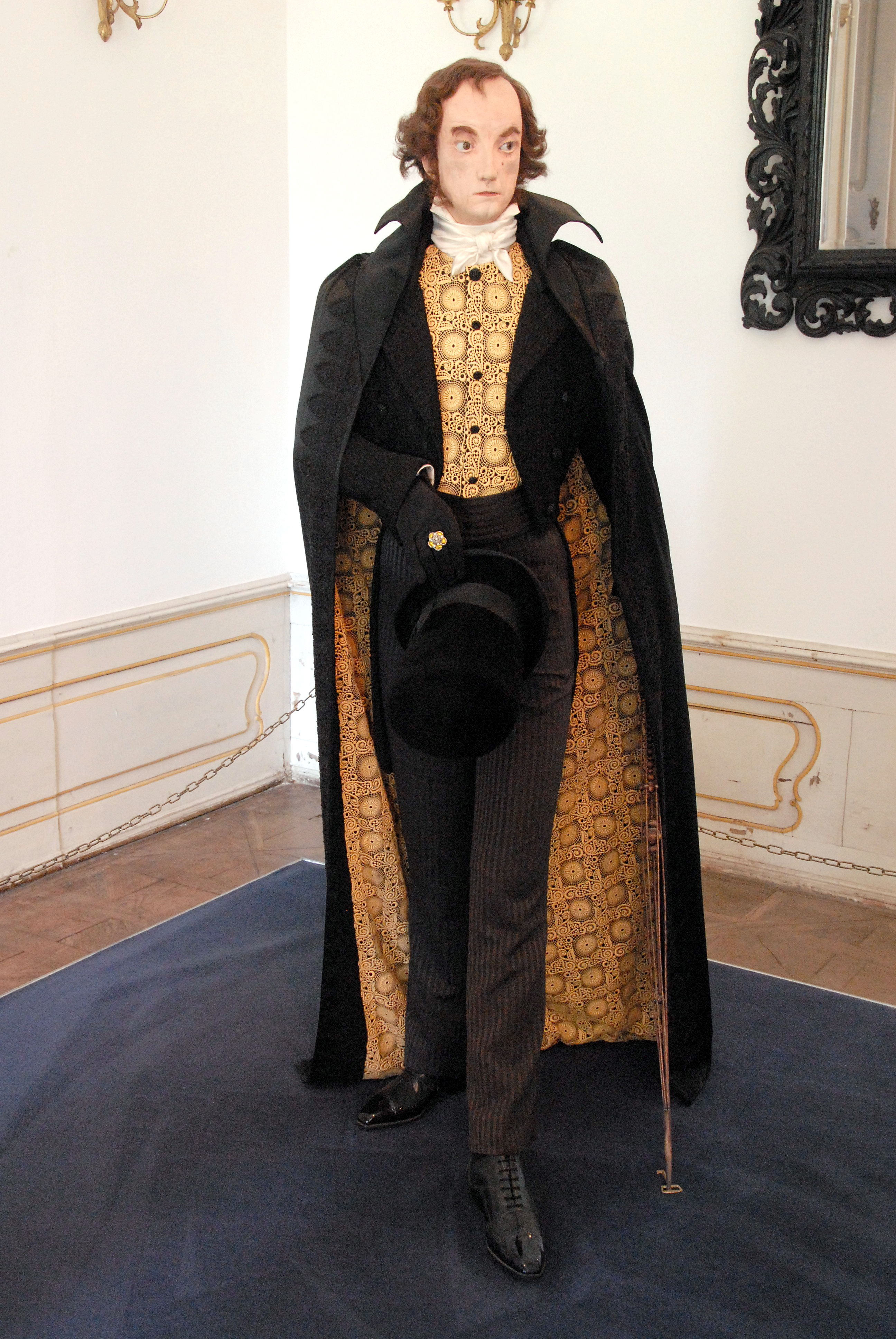
Peter Ritter von Bohr, figürliche Nachbildung von Ulrich Mertel in der Ausstellung auf Schloss Rosegg in Kärnten

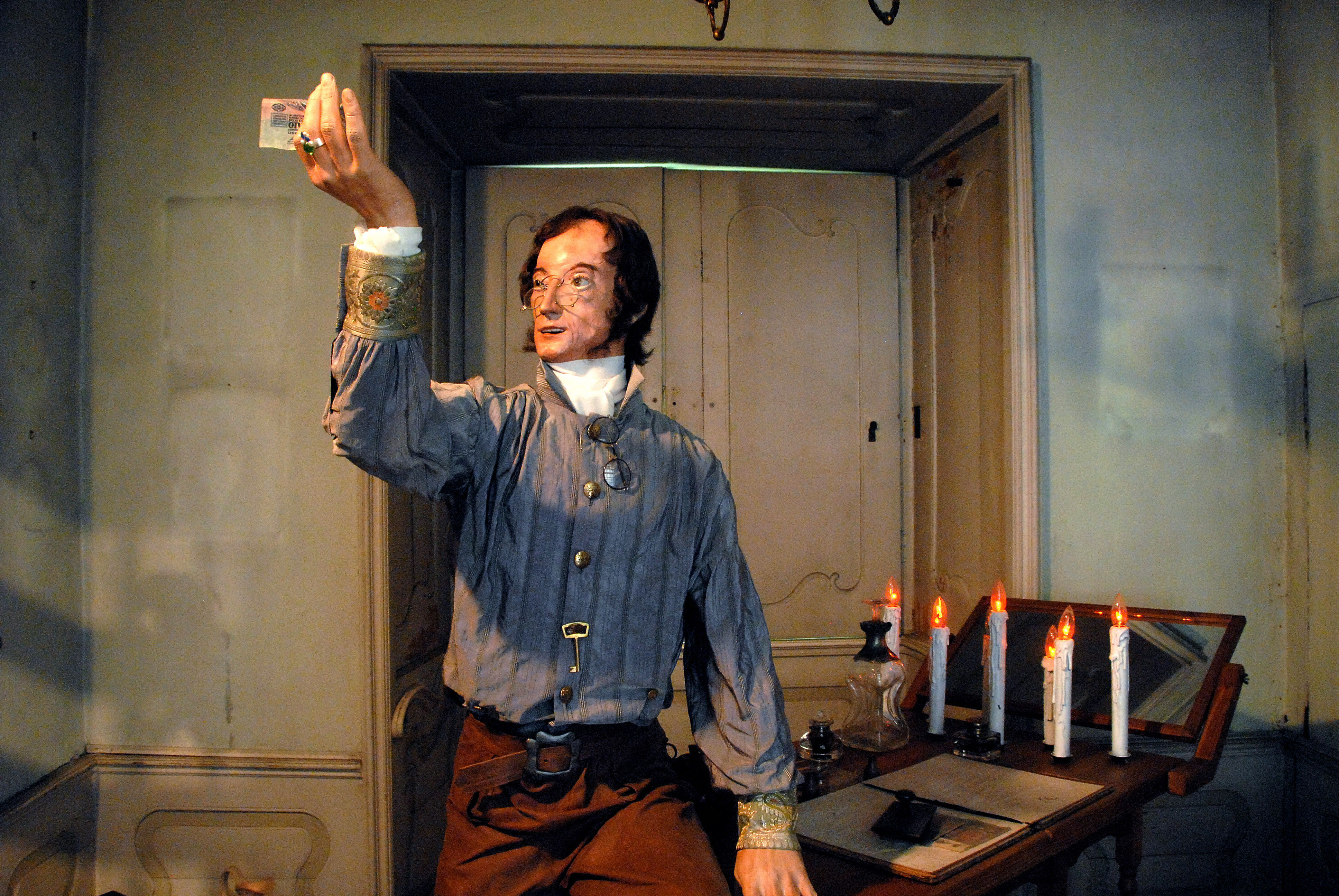
Peter Ritter von Bohr, der Geldfälscher, figürliche Nachbildung von Ulrich Mertel in der Ausstellung auf Schloss Rosegg in Kärnten

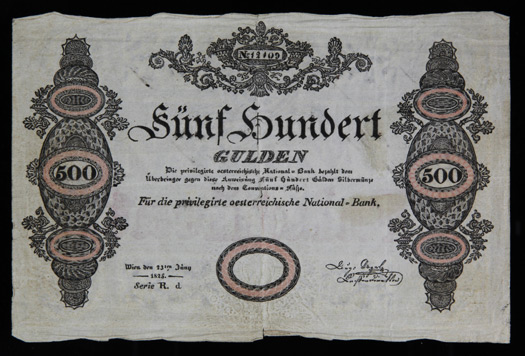
Eine der nahezu perfekten Fälschungen des Peter Ritter von Bohr. Diese Fälschungen entstanden zwischen 1841 und 1845. Eigentümer des Fotos und der Fälschung: Geldmuseum der Oesterreichischen Nationalbank

Peter Ritter von Bohr (* 30. Juni 1773 in Stadtbredimus, Luxemburg; † 15. Oktober 1846 in Wien; auch Chevalier de Bor) war ein österreichischer Unternehmer, Maler, Erfinder und Geldfälscher.

## Leben
1772 hatte der Bildhauer und Schulmeister Johann Bohr die einige Jahre jüngere Marie Cathérine Vesque geheiratet. Peter Bohr war das erste von fünf Kindern des Paares. Später sorgt sein wohlhabender Onkel Charles Ferdinand Vesque für einen Ausbildungsplatz im Zisterzienserkloster  Orval in den Ardennen. Hier unterhielt Frère Abraham (bürgerlicher Name Jean Louis Gilson) eine Art Malerakademie, in der auch der 14-jährige Bohr seine erste künstlerische Ausbildung bekommen haben dürfte. Seine weitere künstlerische Ausbildung als Zeichner und Maler soll Bohr, eigenen Angaben zufolge, in Paris absolviert haben, wo kurz zuvor die Revolution ausgebrochen war. Bereits das damals entstandene Skizzenbuch zeugen von künstlerischer Begabung, Akribie und Detailliebe – Eigenschaften, die ihn, kombiniert mit seinem technischen Interesse, später auch als Fälscher auszeichneten.
Im Zuge der französischen Revolution trat er in eines der freiwilligen Künstlerkorps ein, um dann zur Artillerie der regulären  französischen Armee zu wechseln. Eigenen Angaben nach wurde er dort zum Leutnant gewählt und nahm an den ersten Feldzügen der Koalitionskriege teil. Nach drei Dienstjahren quittierte Bohr den Dienst, um über Luxemburg und Deutschland nach Österreich zu gelangen. Hier trat er in die Dienste des Feldzeugmeisters Beaulieu, mit dem Bohrs Onkel durch die letztlich erfolglose Verteidigung der Festung Luxemburg gut bekannt war. In Linz heiratete er am 28. Oktober 1798 Clara Poestion, die Tochter eines Zeichenlehrers, und erwarb sich durch geschickte Geschäfte und als Zeichner rasch einen gewissen Wohlstand. Die Malerei eröffnete ihm weitere Kontakte zu einflussreichen Kreisen, so z. B. zu Ernst Fürst Öttingen-Wallerstein und Karl Eugen Fürst Lamberg, die ihn förderten. Besonders der Handel mit Armeegütern, aber auch Diskont- und Wechselgeschäfte verschafften ihm damals ein beträchtliches Vermögen. 1814 übersiedelte er nach Wien. Nach dem Tod seiner ersten Frau heiratete er 1821 Gräfin Mathilde von Christallnigg.
Bohr war ein geschickter, neuen Ideen aufgeschlossener Geschäftsmann mit ausgezeichneten gesellschaftlichen Kontakten. Er beteiligte sich an verschiedenen wirtschaftlichen und industriellen Unternehmungen, so war er Mitbegründer der Donau-Dampfschifffahrts-Gesellschaft (DDSG). Außerdem konstruierte er eine Guillochiermaschine und wirkte bei der Gründung des Polytechnischen Institutes Wien mit. Bohr gehörte zu den 53 Investoren, die 1819 das Stammkapital der Ersten Österreichischen Spar-Casse, der Vorläuferin der heutigen Erste Bank, in Höhe von 10.000 Gulden in 5%-Metallique-Obligationen, aufbrachten. Er steht im alphabetischen Aktionärsverzeichnis an erster Stelle und brachte einen Kapitalanteil von 1.000 Gulden in das Unternehmen ein. Von 1819 bis 1831 war Bohr Mitglied des 25-köpfigen Ausschusses und 1822 bis 1831 Kurator, also Mitglied des vierköpfigen Kontrollorgans.
Bohr war mit dem Fürsten Metternich ebenso bekannt wie mit Kaiser Franz I. und fungierte als Herausgeber eines österreichischen Ehrenspiegels. 1822 hatte er die Verwaltung der Güter des Franz Seraphicus Reichsfürst von Orsini-Rosenberg in Kärnten übernommen, der Konkurs Rosenbergs brachte auch Bohr in finanzielle Schwierigkeiten, so dass er 1839 ebenfalls Konkurs anmelden musste. Bereits kurze Zeit später verfügte er wieder über beachtliche Summen, deren Herkunft etwas unklar ist.
Ende August 1845 wurden hochqualitative Falsifikate der 10 und 100 Gulden-Noten entdeckt, die bei der Privilegirten oesterreichischen Nationalbank die Alarmglocken schrillen ließen. Nur wenige Jahre zuvor hatte man mit dem Oldham'schen Stahlstichverfahren eine neue als fälschungssicher geltende Methode für den Banknotendruck aus England importiert. Erstmals war es nun möglich, aufwändigere Bildmotive in gleichbleibender Qualität herzustellen. Die Entwürfe der Banknotenserie von 1841, die als erste mit dem neuen Verfahren hergestellt wurde, lieferte der bekannte Biedermeiermaler Peter Fendi. Pikanterweise nahmen Bohrs Neffen Zeichenunterricht bei Fendi. Ausgerechnet von dieser Banknotenserie tauchten nun nahezu perfekte Fälschungen auf und die Notenbank stellte erste Überlegungen an die Serie vorzeitig einzuziehen. Vorerst entschloss man sich, die in den Verkehr gelangten Falsifikate gegen echte Noten einzuwechseln und die „Existenz dieser beiden gefährlichen Verfälschungen“ geheim zu halten. Um zu große Aufmerksamkeit zu vermeiden, wurden auch offensichtliche Fälschungen von der Nationalbank umgetauscht, um so vielleicht Rückschlüsse auf den Fälscher zu ermöglichen. Insgesamt liefen bei der Nationalbank 102 Stück zu 10 Gulden und 208 Stück zu 100 Gulden sowie eine unbestimmte Zahl zu 500 Gulden ein, die später eindeutig Bohr zugewiesen werden konnten – soweit bekannt geworden, belief sich die Schadenssumme auf rund 28.000 Gulden.
Mit den Ermittlungen in diesem Fall wurde der Wiener Polizeikommissar Rudolph Köpp von Felsenthal betraut. Bei ihm handelte es sich um Österreichs damals führenden und international anerkannten Experten für Falschgeldermittlungen. Ihm gelang es 1845, Bohr als Geldfälscher zu entlarven, nachdem Bohrs Frau mit falschen Scheinen eine auffällige Uhr gekauft hatte. Am 23. März 1846 wurden der 73-jährige Bohr und seine zweite Frau zum Tode durch den Strang verurteilt. Die Urteile wurde jedoch von Kaiser Ferdinand I. in lange Kerkerstrafen umgewandelt. Der Prozess wurde quasi zur Verschlusssache erklärt und eine 70-jährige Nachrichtensperre verhängt. 1853 erhielt jedoch Kommissar von Felsenthal eine Ausnahmegenehmigung, um seinen Ermittlungsbericht in entschärfter Form zu publizieren. Bohr starb schon im Oktober 1846 im Zuchthaus Wien-Leopoldstadt und wurde in Kottingbrunn begraben, wo er 1819 Schloss und Herrschaft erworben hatte.

### Romane
- G. K. Bienek: Der geheimnisvolle Herr von B., 1955.
- C. C. Bergius: Der Fälscher. Bertelsmann Verlag, 1961.
- N. Urban: Falschmünzer des Kaisers. Klagenfurt 1972

## Film
- Der Fall Bohr, ORF 1966, Regie: Walter Davy, mit Ernst Deutsch als Peter von Bohr, Aglaja Schmid als seiner Frau sowie Helmut Qualtinger, Rudolf Lenz u. v. a.